# Mos (Lugo)
Mos (llamada oficialmente San Xiao de Mos) es una parroquia y un barrio español del municipio de Castro de Rey, en la provincia de Lugo, Galicia.

## Organización territorial
La parroquia está formada por nueve entidades de población, constando ocho de ellas en el anexo del decreto en el que se aprobó la actual denominación oficial de las entidades de población de la provincia de Lugo:
- A Carballosa
- Beloi
- Folgar
- Mos*
- O Carballal
- O Mato
- O Monte
- Os Caparís
- Sa

## Demografía

### Parroquia
| Gráfica de evolución demográfica de Mos (parroquia) entre 2000 y 2019 |
|                                                                       |
| Datos según el nomenclátor publicado por el INE.                      |

### Barrio
| Gráfica de evolución demográfica de Mos (barrio) entre 2000 y 2019 |
|                                                                    |
| Datos según el nomenclátor publicado por el INE.                   |